# Devil’s Got Your Tongue
You Gotta Pay the Band — студийный альбом американской певицы Эбби Линкольн, выпущенный в 1992 году на лейбле Verve Records. На записи Линкольн поддерживает её основное трио, а также приглашённые музыканты: тромбонист Джей Джей Джонсон, саксофонист Стэнли Тёррентайн, а также группы The Staple Singers и The Noel Singers.

## Отзывы критиков
| Оценки критиков                            | Оценки критиков |
| Источник                                   | Оценка          |
| ------------------------------------------ | --------------- |
| AllMusic                                   | [ 1 ]           |
| The Encyclopedia of Popular Music          | [ 2 ]           |
| MusicHound Jazz: The Essential Album Guide | [ 3 ]           |
| The Rolling Stone Jazz & Blues Album Guide | [ 4 ]           |

В обзоре журнала Billboard отметили, что новый альбом Линкольн снова высоко поднял её благодаря широкому, чистому, похожему на колокольный перезвон голосу. Фрэнсис Дэвис из Stereo Review заявил, что любой, кто ещё не по уши влюблен в Эбби Линкольн, будет в восторге от её исполнения «Spring Will Be a Little Late This Year», которую она интерпретирует совершенно по-новому. Говоря же об остальных песнях, он отметил, что они не соответствуют стандартам Линкольн, и хотя альт Максин Роуч и тенор-саксофон Стэнли Тёррентайна хорошо сочетаются с её голосом, то детский хор и бэк-вокалистки в значительной степени излишни.
Рецензент AllMusic написал: «Этот альбом 1992 года стал третьим альбомом Эбби Линкольн для Verve и ещё одним прекрасным проявлением ее музыкального видения. Сет состоит в основном из её собственных композиций. Аранжировки варьируются в зависимости от потребностей каждой песни. Линкольн пересматривает пару номеров из более ранних периодов своей карьеры, „Rainbow“ и „People in Me“. Её навыки интерпретации и эмоциональная преданность материалу таковы, что она может даже взять за основу знакомый стандарт, такой как „A Child Is Born“, и сделать его своим собственным. Отрадно видеть крупный джазовый лейбл, позволяющий музыкальному видению Линкольн процветать».

## Список композиций
Слова и музыка всех песен Эбби Линкольн, за исключением отмеченных.
1. «Rainbow» (Эбби Линкольн, Мельба Листон) — 4:42
2. «Evalina Coffrey (The Legend Of)» — 7:04
3. «Story of My Father» — 5:28
4. «A Child Is Born» (Тед Джонс, Алек Уайлдер) — 6:20
5. «People in Me» — 6:13
6. «A Circle of Love» — 5:53
7. «Jungle Queen» — 6:09
8. «The Merry Dancer» — 7:48
9. «Devil’s Got Your Tongue» — 5:49
10. «Spring Will Be a Little Late This Year» (Фрэнк Лессер) — 7:46
11. «The Music Is the Magic» — 5:44

## Участники записи
- Агого, джембе — Суле О’Ухуру
- Альт — Максин Роуч
- Ашико, джембе, нгома, секере — Бабатунде Олатунджи
- Ашико — Кехинде О’Ухуру
- Бас — Маркус Маклорин
- Бэк-вокал — The Staple Singers
- Вокал — Эбби Линкольн
- Звукорежиссёр — Рик Эпплгейт, Джей Ньюленд
- Звукорежиссёр (ассистент) — Дуг Маккин, Сэнди Палмер
- Продюсер — Жан-Филипп Аллар
- Саксофон — Стэнли Тёррентайн
- Тромбон — Джей Джей Джонсон
- Ударные — Грейди Тейт, Йорон Израэль, Горди Райн
- Фортепиано — Родни Кендрик
- Хор — The Noel Singers

Сведения взяты из аннотации к альбому.

## Чарты

### Еженедельные чарты
| Чарт (1993)                     | Высшая позиция |
| ------------------------------- | -------------- |
| США (Billboard Top Jazz Albums) | 2              |

### Годовые чарты
| Чарт (1993)                     | Позиция |
| ------------------------------- | ------- |
| США (Billboard Top Jazz Albums) | 17      |